# Пролив Дрейка
Проли́в Дре́йка (англ. Drake Strait, исп. Pasaje de Drake/Mar de Hoces/Paso Drake) — межконтинентальный пролив, соединяющий южные части Атлантического и Тихого океанов (в случае выделения Южного океана может полностью или частично относиться к нему). К северу от пролива расположена самая южная точка Южной Америки — острова Диего-Рамирес (архипелаг Огненная Земля) и мыс Горн, а с противоположной стороны — Южные Шетландские острова (Антарктида). Является самым широким (из имеющих собственное название) проливом на Земле: в самой узкой части его ширина составляет не менее 820 км. Он же является и самым глубоким, с глубинами более 5000 м.

## Происхождение названия

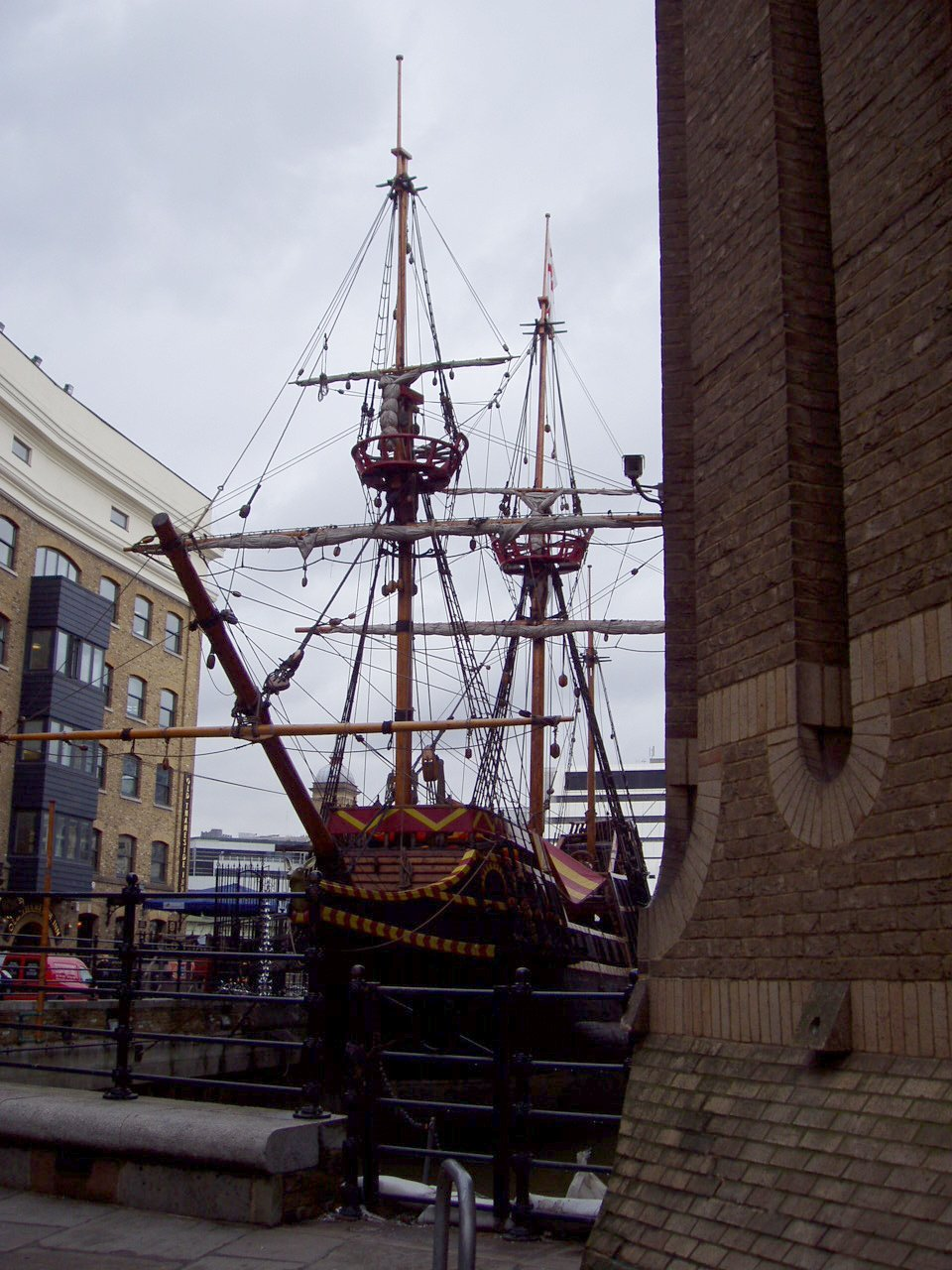
Копия корабля Ф. Дрейка «Золотая лань»

Пролив назван Эрнестом Шеклтоном во время Имперской трансантарктической экспедиции в честь английского мореплавателя, адмирала и известного капера Фрэнсиса Дрейка. Традиционно считалось, что Дрейк прошёл этим проливом в 1578 году во время второго в мире после Магеллана кругосветного путешествия на единственном из оставшихся от своей многочисленной флотилии фрегате «Пеликан» (позднее переименованном в «Золотую Лань»), водоизмещением 150 тонн.

## География и гидрография

Карта пролива Дрейка и прилегающих территорий (названия на болгарском языке)

Пролив Дрейка соединяет Атлантический и Тихий океаны, омывая берега мыса Горн (самой южной точки Южной Америки) и Южных Шетландских островов, расположенных в 160 км к северу от континентальной Антарктиды. Длина пролива Дрейка около 460 км, ширина до 1120 км, что делает его самым широким проливом на Земле.
Средняя глубина пролива около 3400 м, бо́льшие глубины зафиксированы у его северной и южной границ. Максимальная глубина по замерам — 5249 м, минимальная — 276 м. Посредине пролива проходит так называемый гребень Уэст-Скоша, древний центр расширения морского дна, на батиметрических картах видный как сегментированный жёлоб шириной до 20 км и глубиной на 500—1000 м больше, чем окружающие участки дна. Донные отложения южнее Огненной Земли представляют собой песчаные и глинистые илы, ближе к Антарктиде сменяясь грунтом, приносимым айсбергами. Часть отложений — планктонного происхождения.
Через пролив с запада на восток проходит мощное Антарктическое циркумполярное течение, переносящее от 95 до 150 млн м³ воды в секунду. Скорость течения значительно возрастает примерно на 60° ю. ш. После выхода из пролива течение продолжает нести большую часть воды на восток и юго-восток, за исключением отклоняющейся на север ветви, известной как Фолклендское течение. В проливе часты штормы, причём здесь они являются одними из самых сильных на планете — постоянный западный ветер, иногда достигающий 35 м/с (126 км/ч), сочетается с течением с запада на восток, местами достигающим скорости в 15 км/ч, также нередки волны высотой более 15 метров.
В целом климат умеренный, в южной части переходящий в субантарктический. Среднегодовая температура воздуха в северной части водного массива 5 °C, в южной —3 °C, поверхностная температура воды 5 °C на севере и —1 °C на юге, причём резкий перепад температур происходит на широте около 60°, в зоне Антарктической конвергенции. Ледовый покров, тянущийся со стороны Антарктиды, достигает максимальной протяжённости в сентябре, когда льдом покрыто от 25 до 100 % южной части залива, а отдельные льдины достигают мыса Горн. Поздним летом (в феврале) пролив свободен ото льдов. Преимущественно в южной части пролива встречаются айсберги, движущиеся вслед за течением с запада на восток.

## Судоходство в проливе

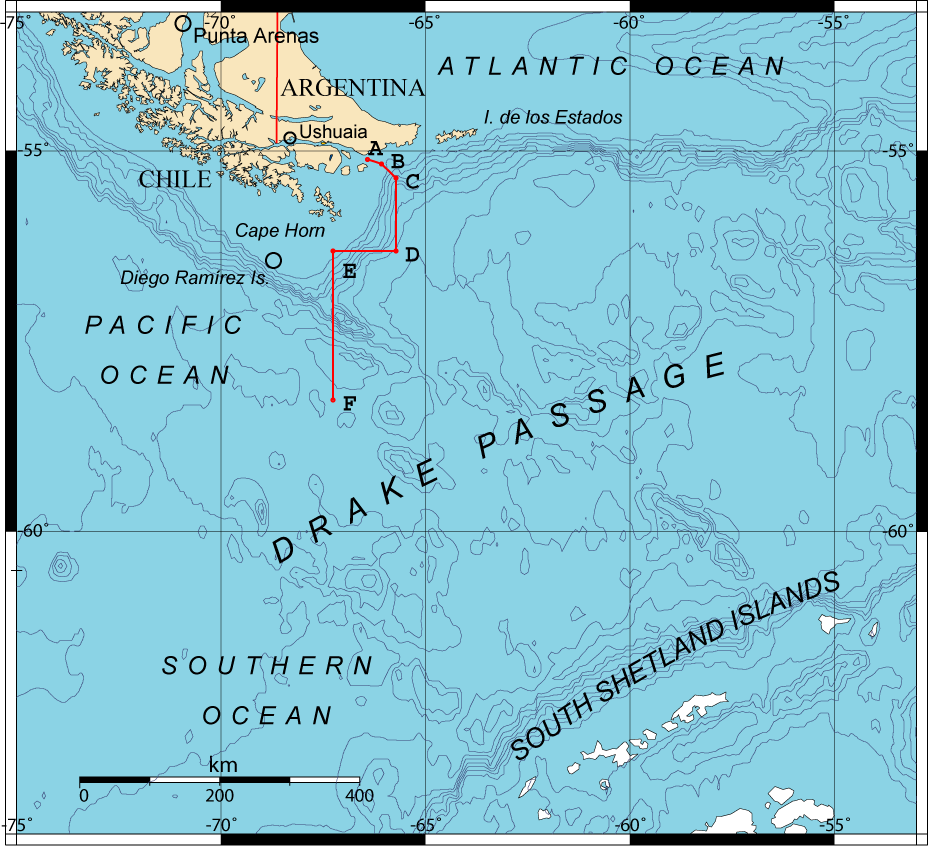
Граница между Аргентиной и Чили согласно Договор о мире и дружбе между Аргентиной и Чили 1984 года

Несмотря на то, что пролив носит имя Фрэнсиса Дрейка, Британская энциклопедия и другие современные источники сообщают, что в действительности английский капитан не был первым, кто прошёл им: это сделала только в 1616 году экспедиция фламандского мореплавателя Виллема Схаутена.
Частые бури и сложная ледовая обстановка препятствовали судоходству через пролив Дрейка на протяжении нескольких столетий, но в XIX и начале XX века, до завершения строительства Панамского канала, он играл важную роль в морской торговле. Исторически пролив является кладбищем значительного числа кораблей, которые пытались пройти его против течения и ветров со времён Магеллана и до открытия Панамского канала, который оттянул на себя практически все каботажные маршруты Южной Америки. Безопасное судоходство по проливу при относительно спокойной погоде возможно только для грузовых судов очень крупного водоизмещения (например, танкеров и контейнеровозов класса «Панамакс»), крупных военных кораблей (например, крейсеров и авианосцев), а также подводных лодок.

## Происхождение и влияние на климат
Формирование пролива Дрейка в результате отделения Южной Америки от Антарктиды датируется периодом между 34 и 22 миллионами лет назад. Это событие, последовавшее за образованием морского прохода между Антарктидой и Тасманией, также завершило процесс формирования Антарктического циркумполярного течения, а господствующие в районе пролива Дрейка западные ветры помогли разогнать течение с запада на восток. Предполагается, что образование пролива могло вызвать похолодание, приведшее к Кайнозойской ледниковой эре. Другие теории отводят этим процессам относительно незначительную роль в переходе от «парникового» климата в раннем кайнозое к ледниковому климату более позднего времени; согласно этим теориям, основное влияние на изменение климата оказало снижение содержания парниковых газов (в особенности CO2) в атмосфере.

## Фауна
Воды пролива Дрейка богаты планктоном, в особенности крилем, представляющим собой кормовую базу для синих китов, финвалов, кальмаров, императорских пингвинов и тюленей-крабоедов. Наиболее распространённый вид рыб — антарктический клыкач, распространены также белокровные рыбы.
Образование пролива Дрейка привело к прекращению миграции животных из Южной Америки в Антарктиду по сухопутному мосту. Результатом стала изоляция ряда видов, в том числе некоторых мелких сумчатых, в Антарктике.

## См.также
- Магелланов пролив